# Стил, Джим
Джеймс «Джим» Стил (англ. James "Jim" Steele) — шотландский кёрлингист.
В составе мужской сборной Шотландии участник чемпионата мира 1974 (заняли восьмое место), бронзовый призёр чемпионата Европы 1976. Чемпион Шотландии среди мужчин.
Играл на позиции третьего и четвёртого, в сезоне 1976—1977 был скипом команды.

## Достижения
- Чемпионат Европы по кёрлингу: бронза (1976).
- Чемпионат Шотландии по кёрлингу среди мужчин: золото (1974).
- Чемпионат Шотландии по кёрлингу среди смешанных команд: серебро (1983).

## Команды
| Сезон                          | Четвёртый      | Третий          | Второй          | Первый         | Турниры                      |
| ------------------------------ | -------------- | --------------- | --------------- | -------------- | ---------------------------- |
| 1973—74                        | Джимми Уодделл | Джим Стил       | Роберт Киркленд | Уилли Фрейм    | ЧШМ 1974 · ЧМ 1974 (8 место) |
| 1976—77                        | Джим Стил      | Lockhart Steele | Ian Fairbairn   | Jon Veitch     | ЧЕ 1976                      |
| Кёрлинг среди смешанных команд |                |                 |                 |                |                              |
| 1981—82                        | Джим Стил      | Moira Hamilton  | Bill Carruthers | Helen Hamilton | ЧШСК 1982                    |

(скипы выделены полужирным шрифтом)